# Batracharta
Batracharta là một chi bướm đêm thuộc họ Erebidae.